# Trovarobato
La Trovarobato (talvolta indicata come La Famosa Etichetta Trovarobato) è una casa discografica e associazione culturale fondata nel 2004 con sede a Bologna.

## Storia
Nata originariamente per gestire l'attività concertistica e discografica dei Mariposa, ha iniziato a curare booking e promozione di altri artisti, e produrre dischi, diventando così una piccola etichetta indipendente. È a questo punto che si dà la forma giuridica di associazione culturale.
Viene dedicata particolare cura alle produzioni radiofoniche, come nel caso di Magazzeno Bis, talk show/concerto prodotto nel biennio 2005-2006: registrato negli studi della Trovarobato, fu mandato in onda attraverso un network radiofonico coordinato dalla Trovarobato stessa, del quale facevano parte 30 emittenti di Italia, Belgio, Lussemburgo e Slovenia, esperienza ripetuta con una seconda stagione: Magazzeno bis 2008, in collaborazione con Locomotiv Club, Città del Capo Radio Metropolitana e Audioglobe. A ciò si aggiunge la realizzazione di radiodrammi, operine, talk show, talk show/concerto e - con la pubblicazione di EPYKS 1.0 degli Eterea Post Bong Band - video-dirette in streaming.
A partire dal 2006, ha curato Indipendulo, un festival organizzato nell'ambito del Meeting delle Etichette Indipendenti di Faenza. Sul suo palco si sono esibiti Beatrice Antolini, Amore, Calibro 35, Eterea Post Bong Band, Camillas, Le luci della centrale elettrica e altri.
Nel 2009, ha vinto il premio come miglior etichetta italiana dell'anno al Meeting delle Etichette Indipendenti.
Nel 2010 ha creato una sottoetichetta, Parade, dedicata alle musiche "altre", il cui primo disco prodotto è Der Maurer vol.1 di Enrico Gabrielli.
Nel dicembre dello stesso anno ha presentato la nuova attività di netlabel con la compilation Trovarobato Songswap, presentata in anteprima in quattro blog musicali e in streaming esclusivo nel sito della rivista xL.
Nel luglio 2012 le viene assegnato il Premio Artigianato della canzone durante il Premio Bindi.
Trovarobato è l'etichetta discografica di Iosonouncane, con il quale vengono pubblicati nel 2010 La macarena su Roma, nel 2012 il singolo Le sirene di luglio e nel 2015 DIE  ed è l'etichetta con cui sono stati pubblicati tutti gli album in studio di Dino Fumaretto.

## Produzioni radiofoniche
- Trovarobato - talk show, in onda su Radio K Centrale di Bologna dal 2002 al 2003
- Quanti Sedani Lasciati Ai Cani - radiodramma, in onda fra l'autunno 2003 e la primavera 2004 su 18 emittenti italiane
- Essere John Vignola - radiodramma, in streaming su Kataweb Musica
- Magazzeno bis - talk show concerto, 23 puntate in onda, tra l'ottobre 2005 e l'agosto 2006, su 30 emittenti di Italia, Belgio, Lussemburgo e Slovenia
- Magazzeno bis 2008/2009 - talk show concerto, attualmente in onda su 23 emittenti di Italia, Belgio, Lussemburgo e Slovenia
- Spaghetti allo Scorporo - programma di musica italiana
- Gran Spolvero - programma di musica e sostenibilità ambientale in onda su Città del Capo Radio Metropolitana
- La sagra del Primavera - programma in onda in network nazionale dedicato al Primavera Sound Festival

## Produzioni streaming
- E-Stream - presentazione live integrale di EPYKS 1.0 degli Eterea Post Bong Band a Schio nel settembre 2009